# Volker Klein
Volker Klein (* 11. April 1949 in Niederkirchen; † 17. Oktober 2023 in Gütersloh) war ein deutscher Fußballspieler.

## Karriere
Volker Klein kam als Jugendlicher von seinem Heimatverein SV Niederkirchen zum 1. FC Kaiserslautern und war ab der Saison 1967/68 im Profikader. Sein Bundesligadebüt gab er am 10. Februar 1968 gegen Eintracht Braunschweig (0:1). Klein konnte sich beim FCK nicht durchsetzen und kam dort in drei Jahren nur auf zwölf Bundesligaspiele. 1970 ging er zu Arminia Bielefeld, wo er zum Stammspieler wurde. 1972 wurde dem Klub im Zuge des Bundesligaskandals die Lizenz entzogen, die Arminia musste zur Saison 1972/73 in der Regionalliga West antreten. Klein spielte noch zwei Jahre in Bielefeld zweitklassig und verließ 1974 den Verein.
In der Saison 1975/76 spielte Klein für die Hammer SpVg in der drittklassigen Verbandsliga Westfalen unter Egon Piechaczek, der ihn auch in Bielefeld und in Kaiserslautern trainiert hatte.
Am 17. Oktober 2023 starb Volker Klein plötzlich und unerwartet im Alter von 74 Jahren in Gütersloh.

## Statistik
| Liga              | Spiele (Tore) |
| ----------------- | ------------- |
| Bundesliga (I)    | 55 (1)        |
| Regionalliga (II) | 17 (0)        |
| Wettbewerb        |               |
| DFB-Pokal         | 05 (0)        |